# Fuentelapeña (kommun)
Fuentelapeña är en kommun i Spanien.   Den ligger i provinsen Provincia de Zamora och regionen Kastilien och Leon, i den centrala delen av landet, 170 km nordväst om huvudstaden Madrid. Antalet invånare är 814.